# Bobby Freeman
Bobby Freeman (San Francisco Bay Area, 13 juni 1940 – Dale City, 23 januari 2017) was een Amerikaanse rock-, soul- en r&b-zanger, songwriter en producent uit San Francisco, vooral bekend om zijn twee toptienhits, de eerste in 1958 bij Josie Records getiteld Do You Want to Dance en de tweede in 1964 bij Autumn Records getiteld C'mon and Swim.

## Carrière
Freeman werd geboren in de San Francisco Bay Area en bracht een groot deel van zijn jeugd door in San Francisco. Hij ging naar de Mission High School. Hij begon in zijn vroege tienerjaren te zingen in de doowopgroep The Romancers en nam voor het eerst met hen op voor Dootone Records in 1956. Tot hun opnamen behoorde House Cat, opgenomen op verschillende latere rock-'n-roll-compilaties. De groep viel echter al spoedig uiteen en Freeman formeerde de nieuwe groep The Vocaleers (niet te verwarren met een eerdere groep met dezelfde naam die Is It a Dream opnam).
Toen een plaatselijke diskjockey hem vroeg of hij nummers had geschreven, schreef hij er meerdere en nam ze op als solodemo's. Daarbij was ook Do You Want to Dance, dat werd gehoord door de bezoekende platenbons Mortimer Palitz van Jubilee Records. Hij contracteerde Freeman en liet de oorspronkelijke opname in New York overdubben door sessiemuzikanten, onder wie gitarist Billy Mure. Uitgebracht bij het Jubilee-dochterlabel Josie, steeg Do You Want to Dance begin 1958 algauw naar nummer 5 in de pop-hitlijst en nummer 2 in de r&b-hitlijst, toen Freeman nog maar 17 was. Het nummer werd later gecoverd (als Do You Wanna Dance) door Del Shannon, The Beach Boys, Johnny Rivers, Bette Midler, John Lennon, Cliff Richard, Marc Bolan & T.Rex, The Mamas and the Papas, Bobby Vee en The Ramones.
Freeman verscheen bij American Bandstand en toerde met muzikanten als Fats Domino, The Coasters en Jackie Wilson. Verschillende van zijn opvolgers bij Josie, waaronder Betty Lou Got a New Pair of Shoes en de ballad Need Your Love, haalden ook de hitlijsten. Hij keerde Josie in 1960 de rug toe en sloot een contract met King Records. Daarna bereikte hij opnieuw de hitlijsten met Shimmy Shimmy.
Een aantal van Freemans latere opnamen voor King begin jaren zestig werden echter om onduidelijke redenen niet uitgebracht. Hij keerde, na met Autumn Records een platencontract te hebben gesloten, pas in 1964 terug in de hitlijsten, toen hij zijn tweede toptienhit had met C'mon and Swim. Het nummer werd mede geschreven door labeleigenaar en radio-diskjockey Tom Donahue (vermeld onder zijn geboortenaam Thomas Coman) en de 20-jarige Sylvester Stewart, later bekend als Sly Stone en werd geproduceerd door Stewart. Freemans laatste hit was SWI-M in 1964.
In 1964 speelde Bobby Freeman elke avond in de Condor Club in San Francisco, waar Carol Doda haar topless go-go-dansshows uitvoerde. Freeman voorzag eind jaren zestig voornamelijk in zijn levensonderhoud door als zanger in clubs op te treden, maar bleef tot medio jaren zeventig singles uitbrengen bij verschillende kleine plaatselijke labels, wat hem commercieel weinig succes opleverde.

## Overlijden
Bobby Freeman overleed in januari 2017 op 76-jarige leeftijd.

## Discografie

### Singles
- 1958: Do You Wanna Dance? (VS #5)
- 1958: Betty Lou Got a New Pair of Shoes (VS #37)
- 1958: Need Your Love (VS #54)
- 1959: Mary Ann Thomas (VS #90)
- 1959: Ebb Tide (VS #93)
- 1960: (I Do the) Shimmy Shimmy (VS #37)
- 1961: The Mess Around (VS #89)
- 1964: C'mon and Swim (VS #5)
- 1964: S-W-I-M (VS #56)
- 1974: Everything's Love

### Albums
- 1958: Do You Wanna Dance
- 1959: Get in the Swim
- 1960: Loveable Style of Bobby Freeman
- 1964: C'mon and Swim

## Coverversies vanDo You Wanna Dance?
- 1961: Del Shannon
- 1961: Bobby Vee
- 1964: The Four Seasons
- 1964: The Rivieras
- 1965: The Beach Boys
- 1965: Johnny Rivers
- 1966: The Mamas and the Papas
- 1972: Bette Midler
- 1975: John Lennon
- 1975: T. Rex
- 1977: Puhdys
- 1977: Ramones
- 1982: Jan & Dean
- 1984: Neil Young
- 1985: Dave Edmunds
- 1995: The Queers
- 1999: Kim Carnes

- Bibliothèque nationale de France: cb14002313c (data)
- Gemeinsame Normdatei: 134377354
- International Standard Name Identifier: 0000 0001 1474 3786
- Library of Congress Control Number: no99011400
- MusicBrainz: 610fc73e-7741-4d2d-8db6-b7bdecac6714
- Nationale Bibliotheek van Tsjechië: xx0062727
- Nederlandse Thesaurus van Auteursnamen: 071292934
- Istituto Centrale per il Catalogo Unico: RAVV307408
- Virtual International Authority File: 69126082
- WorldCat: E39PBJhRFWCy9pCQQtfM4JcByd